# دانيال باور
دانيال باور (بالإنجليزية: Daniel Baur)‏ هو لاعب كرة قدم بريطاني، ولد في 6 مايو 1999 في إدنبرة في المملكة المتحدة. لعب مع هارت أوف ميدلوثيان.

## وصلات خارجية
- دانيال باور على موقع الاتحاد الأوربي (الإنجليزية)
- دانيال باور على موقع قاعدة بيانات كرة القدم.إي يو (الإنجليزية)
- دانيال باور على موقع Soccerbase.com (لاعب) (الإنجليزية)
- دانيال باور على موقع Soccerway.com (الإنجليزية)
- دانيال باور على موقع عالم كرة القدم.نت (الإنجليزية)